# Oberhausbergen
Oberhausbergen è un comune francese di 5 459 abitanti situato nel dipartimento del Basso Reno nella regione del Grand Est.

## Società

### Evoluzione demografica
Abitanti censiti